# Lobener Lor
Lobener Lor is een bestuurslaag in het regentschap Indramayu van de provincie West-Java, Indonesië. Lobener Lor telt 3846 inwoners (volkstelling 2010).